# Asszíria uralkodóinak listája
Asszíria központja a termékeny félhold északi részén, a Tigris folyam középső szakaszán terült el. Az Assur, később Ninive központú apró állam története során meghódította egész Mezopotámiát, Kis-Ázsia keleti részét és a Földközi-tenger keleti partvidékét. Az asszír újbirodalom korában Egyiptommal hadakozott, sőt el is foglalta azt. Közel másfél évezredes történelme a Közel-Kelet történetének fontos része.

## Archaikus kor (vagy asszír archaikum)
Az asszír királylista közlése szerint ők „sátorlakók”, azaz nomád sejkek voltak. A névlistán kívül nem sok egyéb információ áll rendelkezésre a korról. Néhány itt fellelhető név előfordul Ebla, Mári és más mezopotámia-környéki település feliratos anyagaiban. A korszak asszírjai (a névanyag alapján) sémi-hurri (szemita-hurrita) etnikumúak.
| uralkodó | uralkodott       | megjegyzés                   |
| -------- | ---------------- | ---------------------------- |
| Ikunum   |                  |                              |
| Tudija   | i. e. 2400 körül | vagy Dadujah                 |
| Adamu    |                  |                              |
| Janki    |                  |                              |
| Szuhlamu |                  |                              |
| Harharu  |                  |                              |
| Mandaru  |                  |                              |
| Imszu    |                  |                              |
| Harsu    |                  |                              |
| Didanu   |                  |                              |
| Hana     |                  |                              |
| Zuabu    |                  |                              |
| Nuabu    |                  |                              |
| Abazu    |                  |                              |
| Belu     |                  |                              |
| Azarah   |                  |                              |
| Uspia    |                  | az Éhurszag-kurkurra építője |

## „Ősatyák”
I. Samsi-Adad ősei, valójában nem voltak Assur urai.
| uralkodó       | uralkodott                                     | megjegyzés                                           |
| -------------- | ---------------------------------------------- | ---------------------------------------------------- |
| Apiasal        |                                                | Uspia fia.                                           |
| Hale           |                                                | Apiasal fia.                                         |
| Samani         |                                                | Hale fia.                                            |
| Hajani         |                                                | Samani fia.                                          |
| Ilu-Mer        |                                                | Hajani fia.                                          |
| Jakmeszi       |                                                | Ilu-Mer fia.                                         |
| Jakmeni        |                                                | Jakmeszi fia.                                        |
| Jazkur-ilu     |                                                | Jakmeni fia.                                         |
| Ila-kabkabi    | †1813 körül (középső kron.)                    | vagy Ilu-Kapkapu, Jazkur-ilu fia, I. Samsi-Adad apja |
| Aminu          |                                                | Ila-kabkabi fia.                                     |
| Szulili        |                                                | Amini fia.                                           |
| Kikkija        |                                                |                                                      |
| Akija          |                                                |                                                      |
| I. Puzur-Assur | kb. i. e. 20. század (~i. e. 1975)             |                                                      |
| Salim-ahum     |                                                | vagy Zariku                                          |
| Ilu-súma       | i. e. 1890 körül (köz. kron.)                  | Szumuabum kortársa                                   |
| I. Érisum      | i. e. 20. század (kb. i. e. 1939 – i. e. 1900) |                                                      |

## Óasszír kor (i. e. 1906 – i. e. 1380)
A hosszú kronológia szerint i. e. 2050–1595.
Az I. Samsi-Adad előtti hat név mellett az asszír királylistán az szerepel, hogy „uralkodási idejük nem ismert”. Valójában ők voltak Assur királyai, akik közül az utolsót, II. Erisumot az idegen, amorita I. Samsi-Adad döntötte meg.
A korszakban folyamatos és erősödő az amorita népelem jelenléte. Ezt a kort amorita asszírok korának is nevezik.
| uralkodó             | uralkodott, i. e. (köz. kron.) | rokonság | megjegyzés                                      |
| -------------------- | ------------------------------ | -------- | ----------------------------------------------- |
| I. Érisum            | 1906–1867                      |          |                                                 |
| Ikúnum               | 1850 körül ?                   |          |                                                 |
| I. Sarrukín          | 1920–1881                      |          |                                                 |
| II. Puzur-Assur      | 1881–1830                      |          |                                                 |
| Narám-Szín           | 1830–1815                      |          | Esnunna és Assur uralkodója.                    |
| II. Érisum           | 1815–1809                      |          |                                                 |
| I. Samsi-Adad        | 1813–1781                      |          |                                                 |
| I. Ismé-Dagan        | 1780–?                         |          |                                                 |
| Aszínum              | ?                              |          | Ismé-Dagan fia                                  |
| Puzur-Szín           | ?                              |          | a királylistán nem szereplő ensi                |
| Mut-Askur            | 1741–?                         |          | (vagy Aszinum?) I. Ismé-Dagan fia               |
| Rímú-…               | ?                              |          | (vagy Puzur-Szín?)                              |
| Assur-dugul          | ?                              |          |                                                 |
| Assur-apla-idi       | ?                              |          |                                                 |
| Nászir-Szín          | ?                              |          |                                                 |
| Szín-namir           | ?                              |          |                                                 |
| Ibqi-Istár           | ?                              |          |                                                 |
| Adad-szalulu         | ?                              |          |                                                 |
| Adaszi               | ?–1700                         |          |                                                 |
| Bélu-báni            | 1700–1691                      |          |                                                 |
| Libaia               | 1690–1674                      |          |                                                 |
| I. Sarma-Adad        | 1673–1662                      |          |                                                 |
| Iptar-Szín           | 1661–1650                      |          |                                                 |
| Bazaia               | 1649–1622                      |          |                                                 |
| Lullaia              | 1621–1618                      |          |                                                 |
| Su-Ninua             | 1615–1602                      |          | Mitanni fennhatóságának kezdete (kb. 230 évig). |
| II. Sarma-Adad       | 1601–1599                      |          |                                                 |
| III. Érisum          | 1598–1586                      |          |                                                 |
| II. Samsi-Adad       | 1585–1580                      |          |                                                 |
| III. Érisum (2x)     | 1580–1567                      |          |                                                 |
| II. Samsi-Adad (2x)  | 1567–1561                      |          |                                                 |
| II. Ismé-Dagan       | 1561–1545                      |          |                                                 |
| III. Samsi-Adad      | 1545–1529                      |          |                                                 |
| I. Assur-nirári      | 1529–1503                      |          |                                                 |
| III. Puzur-Assur     | 1503–1479                      |          |                                                 |
| I. Enlil-nászir      | 1479–1466                      |          |                                                 |
| Nur-ili              | 1466–1454                      |          |                                                 |
| Assur-saduni         | 1454–?                         |          |                                                 |
| I. Assur-rabi        | ?                              |          |                                                 |
| I. Assur-nádin-ahhé  | ?–1420                         |          |                                                 |
| II. Enlil-nászir     | 1420–1414                      |          |                                                 |
| II. Assur-nirári     | 1414–1407                      |          |                                                 |
| Assur-Bél-nisesu     | 1407–1398                      |          |                                                 |
| Assur-rím-nisesu     | 1398 – 1390                    |          |                                                 |
| II. Assur-nádin-ahhé | 1390–1380                      |          |                                                 |

## Középasszír kor (köz. kron.i. e. 1380 – i. e. 912)
Középasszír kor, etnikailag az amorita-hurrita asszírok kora.
Az évszámokat a királylista és az évkönyvek folyamatossága rögzíti.
| uralkodó                | uralkodott (i. e.) | rokonság                     | megjegyzés |
| ----------------------- | ------------------ | ---------------------------- | ---------- |
| I. Eríba-Adad           | 1380–1365          | Assur-bél-nisesu fia.        |            |
| I. Assur-uballit        | 1365–1330          | I. Eríba-Adad fia.           |            |
| Enlil-nirári            | 1329–1320          | I. Eríba-Adad fia.           |            |
| Árik-dén-ili            | 1319–1308          | Enlil-nirári fia.            |            |
| I. Adad-nirári          | 1307–1275          | Árik-dén-ili fia.            |            |
| I. Sulmánu-asarídu      | 1274–1245          | I. Adad-nirári fia.          |            |
| I. Tukulti-Ninurta      | 1244–1208          |                              |            |
| Assur-nádin-apli        | 1207–1204          |                              |            |
| III. Assur-nirári       | 1203–1198          | ?                            |            |
| Enlil-kudurri-uszur     | 1197–1193          |                              |            |
| Ninurta-apal-Ékur       | 1192–1180          |                              |            |
| I. Assur-dán            | 1179–1134          | Ninurta-apal-Ékur fia.       |            |
| Ninurta-Tukulti-Assur   | 1133               | I. Assur-dán fia             |            |
| Mutakkil-nuszku         | 1133               | I. Assur-dán fia.            |            |
| I. Assur-rés-isi        | 1133 – 1116        | Mutakkil-nuszku fia.         |            |
| I. Tukulti-apil-ésarra  | 1115 – 1077        | I. Assur-rés-isi fia.        |            |
| Asarídu-apal-Ékur       | 1076–1075          | I. Tukulti-apil-ésarra fia.  |            |
| Assur-Bél-kala          | 1074–1057          | I. Tukulti-apil-ésarra fia.  |            |
| II. Eríba-Adad          | 1056–1055          | Assur-Bél-kala fia.          |            |
| IV. Samsi-Adad          | 1054–1051          | I. Tukulti-apil-ésarra fia.  |            |
| I. Assur-nászir-apli    | 1050–1032          | IV. Samsi-Adad fia.          |            |
| II. Sulmánu-asarídu     | 1031–1020          | I. Assur-nászir-apli fia.    |            |
| IV. Assur-nirári        | 1019–1014          | II. Sulmánu-asarídu fia.     |            |
| II. Assur-rabi          | 1013–973           | I. Assur-nászir-apli fia.    |            |
| II. Assur-rés-isi       | 972–968            | II. Assur-rabi               |            |
| II. Tukulti-apil-ésarra | 967–936            | II. Assur-rés-isi fia.       |            |
| II. Assur-dán           | 935–912            | II. Tukulti-apil-ésarra fia. |            |

## Újasszír Birodalom (i. e. 912 – i. e. 609)
Az Asszír Újbirodalom korát sokszor csak II. Assur-nászír-apli uralkodásával (i. e. 884-től) kezdik, a középasszír kort pedig I. Tukulti-apil-ésarra uralkodásával lezárják. Az i. e. 1076–884 közötti intervallumot átmeneti időszakként, az arameus expanzió korszakaként tartják számon. Az arameus invázió a középasszír virágkort megtörte és visszaszorulást hozott, ezért indokolt ennek beiktatása.
A kronológiát az i. e. 763 június 15-i ninivei napfogyatkozás rögzíti,  Archiválva 2009. június 24-i dátummal a Wayback Machine-ben, ami III. Assur-dán uralkodásának idején Simannu (sziván) hónapban volt. Eszerint II. Sarrukín i. e. 721-ben lépett trónra.
| portré | uralkodó                 | uralkodott                      | rokonság                                       | megjegyzés                                     |
| ------ | ------------------------ | ------------------------------- | ---------------------------------------------- | ---------------------------------------------- |
|        | II. Adad-nirári          | i. e. 911 – i. e. 891           | II. Assur-dán fia.                             |                                                |
|        | II. Tukulti-Ninurta      | i. e. 890 – i. e. 884           | II. Adad-nirári fia.                           |                                                |
|        | II. Assur-nászir-apli    | i. e. 883 – i. e. 859           | II. Tukulti-ninurta fia.                       |                                                |
|        | III. Sulmánu-asarídu     | i. e. 858 – i. e. 824           | II. Assur-nászir-apli fia.                     |                                                |
|        | V. Samsi-Adad            | i. e. 823 – i. e. 811           | III. Sulmánu-asarídu fia.                      |                                                |
|        | Sammuramat               | i. e. 811 – i. e. 792           | V. Samsi-Adad felesége, III. Adad-nirári anyja | régens                                         |
|        | III. Adad-nirári         | i. e. 810 – i. e. 781           | V. Samsi-Adad fia.                             |                                                |
|        | IV. Sulmánu-asarídu      | i. e. 780 – i. e. 772           | III. Adad-nirári fia.                          |                                                |
|        | III. Assur-dán           | i. e. 772/771 – i. e. 754       | III. Adad-nirári fia.                          | Meghódította a zsidók északi államát, Izraelt. |
|        | V. Assur-nirári          | i. e. 753 – i. e. 746           | III. Adad-nirári fia.                          |                                                |
|        | III. Tukulti-apil-ésarra | i. e. 745 – i. e. 727           | III. Adad-nirári fia?                          |                                                |
|        | V. Sulmánu-asarídu       | i. e. 726 – i. e. 722           | III. Tukulti-apil-ésarra fia.                  |                                                |
|        | II. Sarrukín             | i. e. 721 – i. e. 705           | III. Tukulti-apil-ésarra fia.                  |                                                |
|        | Szín-ahhé-eríba          | i. e. 704 – i. e. 681. január   | II. Sarrukín fia.                              |                                                |
|        | Assur-ah-iddína          | i. e. 680 – i. e. 669. december | Szín-ahhé-eríba fia.                           |                                                |
|        | Assur-bán-apli           | i. e. 668 – i. e. 627           | Assur-ah-iddina fia.                           | szül. i. e. 685 körül                          |
|        | Assur-etelli-iláni       | i. e. 629 – i. e. 627           | Assur-bán-apli fia.                            | megh. i. e. 623                                |
|        | Szín-sum-lisir           | i. e. 627                       |                                                |                                                |
|        | Szín-sar-iskun           | i. e. 627 – i. e. 612           | Assur-bán-apli fia.                            |                                                |
|        | (II.) Assur-uballit      | i. e. 611 – i. e. 609           | Sokszor nem számítják az uralkodók közé.       |                                                |

I. e. 612-ben Ninive, az Asszír Birodalom utolsó fővárosa elesett a médek és a Újbabiloni Birodalom elleni háborúban. Egyiptom támogatásával Harránból az ismeretlen származású II. Assur-uballit még megpróbálta az asszír hadsereg és adminisztráció maradékával fenntartani a birodalmat, de i. e. 609-re végleg elbukott.